# دالماکیو لانگاریکا
دالماکیو لانگاریکا (اسپانیایی: Dalmacio Langarica‎; ۵ دسامبر ۱۹۱۹ – ۲۴ ژانویهٔ ۱۹۸۵) دوچرخه‌سوار اهل اسپانیا بود. وی در مسابقات تور دو فرانس شرکت کرده‌است.